# ローマ正教
- とある魔術の禁書目録
  - とある魔術の禁書目録の用語 > ローマ正教

ローマ正教（ローマせいきょう）は、鎌池和馬のライトノベル作品及びそれを原作とする漫画・テレビアニメ『とある魔術の禁書目録』に登場する架空の宗教組織。なお、所属する登場人物についても解説する。

## 概要
バチカンに拠点を置く十字教の一派。トップはローマ教皇のマタイ＝リース。本拠は聖ピエトロ大聖堂。現実世界のローマ・カトリックに相当する。
世界113カ国に20億人以上の信徒を抱え、教皇と141人もの枢機卿が管理する十字教の最大勢力。しかし、魔術を使える者は限られるため、魔術サイドでの立場はイギリス清教と大差ない。むしろ物語の進展によって「グレゴリオの聖歌隊」「アニェーゼ部隊」といった実働部隊の壊滅や離反、また聖霊十式の消滅などで弱体化しており、イギリス清教に対して焦りがある。なお、「0930事件」を経て、学園都市により「魔術」というコードネームを冠する科学的超能力開発機関が存在すると公表された。
十字教の「人類の平等を謳いながらも十二使徒を特別視する特性」が強く、神と人の間に仲介する者を置きたがるという特色を持つ。そのため、ローマ正教の魔術はどれも完全な力の並列化はせず、必ずどこかに中心、リーダー、ブレーカー役を据えて、その上で平等に並列化させていく。
十字教諸派の中でも特に異教徒や科学サイドを嫌悪・差別する傾向があり、学園都市とも対立を深めている。過去に欧州を支配していた名残か、一般信徒を除いた者達の自尊心の高さは折り紙付きで、特に強硬派に所属する頭の硬い司祭や司教は、邪魔者どころか協力者に対してまで「協力しようとするその哀れみが気に食わない」などと言い出す者までいる始末なので、他宗派からは「神職貴族」と揶揄される事もある。加えて大きな勢力であるがゆえに3桁を超える派閥が存在するため、外側よりむしろ内側の方に多くの敵を抱えているとまで言われており、同胞の些細な問題を寄ってたかってつつき回るような状態である。ただ、多数の信徒を抱え、広域を支配しているため、自分の土地を破壊しかねない世界規模の戦争を起こすつもりはなかった。
「法の書」を解読したとされたオルソラを暗殺しようとした作戦が、イギリス清教とそれに協力した学園都市によって妨害された事によって対立が表面化する。以降も学園都市への報復を上条によって次々と阻止されたことで、劣勢を感じてロシア成教と手を結び、暗部である「神の右席」まで表に出ることになる。学園都市へヴェントが侵攻した「0930事件」で「警備員」を中心に大きな被害が出るが、上条達の活躍で解決され、十字教の宗教的教義に反する冒涜的な研究で「天使」を呼んだ事について批判し、対立が激化。次いでテッラによる「C文書」を使ったデモやアックアによる上条襲撃も阻止され、4名中3名が次々と敗北する。
そんな中、自分自身の目的のため十字教のルールを超えた行動をとったフィアンマにより、第三次世界大戦が引き起こされる。第三次世界大戦終結後、組織改編でマタイ＝リースが教皇を退位し、枢機卿のペテロ＝ヨグディスが新教皇に着任する。
神の右席（かみのうせき）
ローマ正教の影の上層部であり、教皇以上の権限を持つ組織。
本来、教皇の相談役として設置された役職だったが、時代が下るにつれ関係が逆転し、逆に教皇を従わせる立場となる。ローマ正教の最深部に位置する禁断の組織であるため、その存在を知る者は魔術サイドはおろか、ローマ正教内でもわずかである。アックアによると「世界を動かすために存在する」。
メンバーは四大天使（ミカエル・ガブリエル・ウリエル・ラファエル）に対応する4名からなる。それぞれイタリア語で四大属性（火・水・風・土）を意味する名を名乗り、自分が司る属性の色を基本とする服装をしている。「天使」という形を借りて真の「神」たる個体が地上へ顕現していると仮定して、唯一無二の神が十字教で「対等」を意味する「右側」に下位存在であるはずの「天使」を置いた事には特別の意味があるとする異端の思想を持ち、最終目的は神と対等の「右席」の地位に就き、さらに神を超えた存在である「神上（かみじょう/ 伊：La persona superiore a Dio）」に至ることらしい。現在は、神の右側に座る事を認められた唯一の個体である「光を掲げる者」を打ち破った「神の如き者」に狙いを定めて、その影を追っている。しかし、メンバーそれぞれが独自の目的で行動しているため、組織としては一枚岩とは言い難い。
それぞれ原罪を可能な限り薄めており、その肉体は人間より天使の存在に近い。そのため人間用の通常魔術は行使できないが、代わりに専用に調整された術式や霊装を用いることで各々の性質に合致した強力な魔術を行使する。
ローマ正教十三騎士団（ローマせいきょうじゅうさんきしだん）
ローマ正教内にある騎士団。
背信者の討伐任務などを行う実行部隊。全員に加護が付加された施術鎧と天弓のレプリカが配備され、またグレゴリオの聖歌隊による聖呪爆撃の攻撃地点を指定するアンテナのような術式を有する。イギリスの騎士団を模倣して作られた物らしく、ステイルから「盗作」と酷評されている。
アウレオルスの討伐の為に学園都市へ派遣されるも、三沢塾へ突入した部隊は全滅し、残った部隊で聖呪爆撃を行使するも返り討ちに遭う。
スペイン星教派（スペインせいきょうは）
ローマ正教内にある大規模な十字教の一派。
かつて十字教を伝えた関係で、南米に強い影響力を持つ。無敵艦隊を倒されて以来、イギリスとは魔術勢力的な確執がある。10年ほど前にイギリスの第三王女を襲ったが、傭兵時代のアックアにより失敗に終わった。